# 삼성 갤럭시 J8
삼성 갤럭시 J8은 한국 제조사 삼성전자가 개발한 안드로이드 스마트폰이다. 갤럭시 J6 및 갤럭시 J4와 함께 2018년 5월 22일 발표 및 출시되었으며, J8은 중급 스마트폰이자 갤럭시 J7 (2017)의 후속작이다. 이 제품은 해당 모델(삼성 갤럭시 A6+)과 유사한 하드웨어 및 소프트웨어 기능을 공유한다.
2018년 8월 1일, 삼성은 플립카트에서 독점 판매되는 삼성 갤럭시 On8을 출시했는데, 이는 삼성 갤럭시 J8의 브랜드 변경 모델이다.

## 하드웨어
삼성 갤럭시 J8은 삼성 갤럭시 J6에서 선보인 하드웨어 디자인을 개선한 버전으로, 둥근 폴리카보네이트 섀시를 특징으로 한다. 길이는 159.2 mm (6.27 in), 너비는 75.7 mm (2.98 in), 두께는 8.2 mm (0.32 in)이며 무게는 177그램이다. 화면 상단에는 16 MP (f/1.9) 전면 카메라가 있다. 후면 패널에는 16 MP (f/1.7) 메인 사진기와 5 MP (f/1.9) 심도 센서로 구성된 듀얼 후면 카메라 설정이 있으며, 라이브 포커스, 인물 모드, 배경 흐림 옵션을 제공한다. 근접 및 주변 광 센서와 notification LED가 있다. 갤럭시 J8의 6.0인치 디스플레이는 2018년 출시된 동일 시리즈의 다른 휴대폰보다 크다. 이 장치의 슈퍼 AMOLED 화면은 화면 대 본체 비율이 약 75.8%, 해상도는 720x1480, 가로세로비는 18.5:9, ppi는 약 274픽셀 밀도, 코닝 고릴라 글래스 보호 기능을 갖추고 있다. 이 기기는 1.8 GHz 옥타코어 ARM Cortex-A53 프로세서와 Adreno 506 GPU를 갖춘 퀄컴 스냅드래곤 450 SoC로 구동된다. 3GB RAM/32GB 내부 저장소 또는 4GB RAM/64GB 내부 저장소로 지원된다. 3500 mAh 배터리를 탑재했다.
갤럭시 J8은 64비트 SoC(스냅드래곤 450)를 탑재했음에도 불구하고, OEM이 arm_binder64 인터페이스를 사용하여 32비트 OS를 설치하여 CPU 성능이 최소 30% 저하된다는 점은 주목할 만하다.

## 같이 보기
- 삼성 갤럭시
- 삼성 갤럭시 J 시리즈
- Samsung Galaxy J2 Core
- Samsung Galaxy J3 (2018)
- 삼성 갤럭시 J4 Core
- 삼성 갤럭시 J6
- Samsung Galaxy J4+
- Samsung Galaxy J6+